# Mesaphorura florae
Mesaphorura florae is een springstaartensoort uit de familie van de Tullbergiidae. De wetenschappelijke naam van de soort is voor het eerst geldig gepubliceerd in 1994 door Simon, Ruiz, Martin & Luciañez.